# Louis Ancot
Louis Ancot (Brugge, 3 juni 1803 – aldaar, 4 september 1836) was een Belgisch pianist.

## Levensloop
Hij werd geboren in het gezin van componist Jean Ancot (sr.) en diens tweede vrouw Colette De Reus. Hijzelf was getrouwd met Sabina Mauduit uit Boulogne-sur-Mer. Zijn halfbroer Jean Ancot (1799-1829) en broer Joseph Ancot waren eveneens musici. 
Zijn muzikale opleiding kwam van zijn vader. Hij verzorgde concerten binnen West-Europa en was enige tijd de pianist van hertog August Frederik van Sussex. Hij vestigde zich als pianoleraar in Boulogne-sur-Mer en later in Tours. Hij verbleef ook enige tijd in Brussel. Na afloop van de Belgische Revolutie, kwam hij weer in Brugge wonen en werkte er als pianoleraar, voordat hij op 33-jarige leeftijd overleed. In La Gazette musicale (1835) werd in een kleine biografie al melding gemaakt van zijn zwakke gezondheid.

## Werken
Er zijn circa vijftig werken van hem bekend, onder meer uitgegeven in Edinburgh, Londen en Parijs. Het waren liederen, werken voor piano en orkestmuziek.
- Grande fantaisie avec introduction finale pour le pianoforte, opus 13 (uitg. A. Petit, Paijs, 1845);
- Variations brillantes sur la romance de Préaux Clèves, opus 37 (uitg. E. Troupenas, Parijs, 1833);
- Rondeau villegois sur un motif de l’Opéra Lestocq opus 46 (Berlijn, C.A. Challier & Co, 1838);
- Fantaisie pour le pianoforte sur une marche italienne, opus 45 (Philipp & Cie, Parijs, 1834);
- Rondeau militaire sur un motif de Chalet de A. Adam opus 50 bij Schubert in Leipzig (postuum, 1837).
- Variations brillantes a la hongroise, opus 55, (uitg. Schönenberger, Parijs).

De stukken zijn voornamelijk geschreven om de virtuositeit van de solist te benadrukken.